# Iglesia Presbiteriana de la Quinta Avenida
La Iglesia Presbiteriana de la Quinta Avenida (en inglés, Fifth Avenue Presbyterian Church) es un templo de la Iglesia Presbiteriana en Nueva York (Estados Unidos). Está situada en la Quinta Avenida en 7 West 55th Street en Midtown Manhattan, tiene aproximadamente 2200 miembros y es una de las congregaciones más grandes de PCUSA. La iglesia, fundada en 1808 como la Iglesia Presbiteriana de Cedar Street, ha estado en este sitio desde 1875.
La Iglesia Presbiteriana de la Quinta Avenida (FAPC) se ha destacado durante mucho tiempo por sus altos estándares en la predicación y la música y ha estado a la vanguardia de muchos movimientos, desde el desarrollo de la escuela dominical en el siglo XIX hasta su liderazgo actual en la defensa de las personas sin hogar. En 2001, la iglesia demandó con éxito a la ciudad de Nueva York por el derecho a albergar a personas sin hogar en los escalones de su entrada.
En 1884 se celebraron aquí los funerales conjuntos de la madre del presidente Theodore Roosevelt y de su primera esposa, Alice. En 1910, el santuario histórico de la iglesia fue el lugar de la boda del hijo de Theodore Roosevelt, Theodore Roosevelt Jr., un evento al que asistieron el expresidente y 500 de sus antiguos Rough Riders. También fue el sitio de la grabación de 1965 de A Concert of Sacred Music de Duke Ellington y su orquesta, transmitido a nivel nacional por la televisión CBS en 1966, y del "divertido servicio conmemorativo de tres horas" de la leyenda de la danza Frankie Manning en 2009.
Desde el punto de vista arquitectónico e histórico, la “Iglesia Presbiteriana de la Quinta Avenida es famosa por su auditorio inclinado, su excelente acústica, alumbrado de gas y reflectores. De gran importancia en la fundación del Seminario Teológico de Princeton, el Hospital Presbiteriano (ahora Hospital Presbiteriano de Nueva York) y muchas iglesias misioneras, a menudo se es llamado Catedral del Presbiterianismo".

## Historia
La congregación ahora conocida como la Iglesia Presbiteriana de la Quinta Avenida comenzó el 6 de noviembre de 1808, en el lado norte de la calle Cedar entre las calles Nassau y William en el bajo Manhattan. Su primer nombre fue The Presbyterian Church en la calle Cedar. En 1836, la congregación se mudó al norte a la esquina de las calles Duane y Church y pasó a llamarse Iglesia Presbiteriana en la calle Duane. En 1852, la congregación se mudó nuevamente hacia el norte, nombrándose Iglesia Presbiteriana en la Quinta Avenida en la esquina de la Calle Diecinueve. Se trasladó a su ubicación actual, en la esquina de la Quinta Avenida y la Calle 55, en 1875, cuando asumió su nombre actual.
Los primeros miembros notables de la congregación incluyeron a Oliver Wolcott Jr., ex Secretario del Tesoro e hijo de un firmante de la Declaración de Independencia; Archibald Gracie, cuya Gracie Mansion es ahora la residencia del alcalde de Nueva York; y Betsey Jackson, una esclava doméstica afroamericana. La miembro de la iglesia Joanna Bethune fue cofundadora de la primera asociación benéfica para ayudar a mujeres y niños pobres. Bethune es considerada como “la madre de la escuela dominical estadounidense” por su trabajo fundando las primeras escuelas sabáticas para niños desfavorecidos. Entre los primeros oficiales de la iglesia estaba Richard Varick, ayudante de George Washington y exalcalde de Nueva York.
La iglesia jugó un papel decisivo en la fundación de organizaciones como la Sociedad Bíblica de Nueva York, la American Bible Society, el Princeton Theological Seminary y varias juntas misioneras interdenominacionales. En 1815, los miembros de la congregación establecieron las primeras escuelas gratuitas, que luego se expandieron al Sistema de Escuelas Públicas de Nueva York.

## Arquitectura
En 1873, la congregación compró el sitio sin desarrollar en la Quinta Avenida y la Calle 55 por 350 000 dólares para la construcción de un nuevo santuario. Los líderes de la iglesia creían que el Central Park recientemente establecido sería una barrera natural contra la expansión comercial y de fábricas. Con su campanario de 286 pies de altura, la iglesia era el edificio más alto de Manhattan cuando se inauguró en 1875.
Se consideró a once arquitectos para diseñar la nueva iglesia, con la elección final entre George B. Post, arquitecto del Edificio de la Bolsa de Valores de Nueva York y la antigua Casa Cornelius Vanderbilt II en la Quinta Avenida, y Carl Pfeiffer (1834-1888), un alemán de 37 años. El único otro edificio destacado de Pfeiffer en Nueva York fue el Metropolitan Savings Bank Building, diseñado en 1867. Sorprendentemente, Pfeiffer obtuvo el visto bueno. Las habilidades de ingeniería de Pfeiffer son evidentes en las innovaciones tecnológicas que introdujo en el santuario. Las persianas de madera instaladas debajo de los bancos permitieron que el aire caliente subiera al santuario desde las tuberías de vapor en el sótano. En los días cálidos, se entregaban enormes bloques de hielo al sótano, donde los ventiladores soplaban aire fresco hacia arriba. El Santuario no tuvo aire acondicionado moderno hasta 2003.

### Fachada
La iglesia está construida con piedra arenisca roja de Nueva Jersey. La torre del reloj emplea los mecanismos de relojería originales instalados en 1875. El reloj no está electrificado y se le debe dar cuerda una vez a la semana a mano. No hay campanas ni carillones en la torre; cuando se construyó la iglesia, el St. Luke's Hospital estaba ubicado en lo que ahora es el Hotel Peninsula (al otro lado de la calle 55), y existía la preocupación de que las campanas de la iglesia pudieran molestar a los pacientes.

### Interior
Con una capacidad de casi 2000, la Iglesia Presbiteriana de la Quinta Avenida es el santuario presbiteriano más grande de Manhattan. Diseñado en estilo gótico victoriano, el interior del Santuario sigue estrictos preceptos protestantes reformados, siendo el más importante el énfasis en la palabra hablada. El púlpito es el punto focal del Santuario, con el coro y el órgano arriba y la mesa de comunión debajo. No hay figuras bíblicas o santos representados en el Santuario, lo que refleja una austeridad iconoclasta que prevalecía entre los presbiterianos del siglo XIX, que creían que nadie debería ser venerado más que Dios. Una excepción es la talla de madera en el frente del púlpito (arriba), que presenta los símbolos de los cuatro autores del Evangelio: Mateo (ángel), Marcos (león), Lucas (buey) y Juan (águila).
A diferencia de la mayoría de las iglesias góticas, el interior del santuario no tiene ángulos rectos. El piso se inclina, las bancas se abren hacia afuera y el balcón rodea todo lo que está debajo, lo que hace que toda la congregación pueda verse y escucharse claramente desde el ministerio de la predicación y la música. La mayor parte de la carpintería tallada del Santuario es original. La firma neoyorquina de Kimbel and Cabus diseñó la carpintería con fresno, una madera duradera de color claro que ha adquirido una pátina más oscura con el tiempo. Las vidrieras fueron diseñadas y ejecutadas por John C. Spence de Montreal. Sobre la entrada de la Quinta Avenida hay un mosaico de vidrio veneciano del artista estadounidense Eugene Savage (1883–1978). El mosaico, que representa imágenes icónicas de las escrituras hebreas, se agregó durante una renovación a principios de la década de 1960.
La Capilla Kirkland, llamada así por el ex pastor principal Bryant M. Kirkland, ofrece un contraste distintivo en la filosofía de diseño del Santuario. Todo está rígidamente organizado en un largo y angosto espacio rectangular de atrás hacia adelante, donde hay un ábside semicircular con un púlpito elevado a un lado y un atril al otro. En una iglesia anterior a la Reforma, el centro del ábside contendría un altar, donde el sacerdote celebraría la Eucaristía. Sin embargo, siguiendo los preceptos reformados, los asientos para los ministros reemplazan al altar. El diseño acentúa la Palabra en lugar de la Eucaristía como acto central de adoración. Otra diferencia obvia entre la Capilla y el Santuario es el vitral que muestra historias y figuras bíblicas. (El sentimiento iconoclasta estaba comenzando a decaer a principios del siglo XX). La ventana sobre los asientos de los ministros representa a los apóstoles y los cuatro evangelistas. La ventana más exquisita de la iglesia está sobre el balcón en la parte trasera de la Capilla. Representa a Cristo rodeado de siete arcángeles. Las superficies de piedra dura del interior, con su eco resultante, hacen que la Capilla sea excelente para la interpretación de música coral y de órgano.

### Capilla y casa de la iglesia
La capilla actual y la casa de la iglesia se agregaron a los terrenos de la iglesia en 1925. Ambos fueron diseñados por el arquitecto neoyorquino James Gamble Rogers (1867-1947). Rogers fue el arquitecto favorito de Edward Harkness, quien proporcionó los fondos para el proyecto.